# Новак-Езёраньский, Ян
Ян Новак-Езёраньский (пол. Zdzisław Antoni "Jan Nowak" Jeziorański; 1914—2005) — польский общественный деятель, политолог, политик, военный Армии Крайовой, эмиссар Правительства Польши в изгнании, многолетний директор польского отделения радио «Свободная Европа», почётный доктор (honoris causa) нескольких университетов. Кавалер высшего польского военного ордена Виртути Милитари.
С 2004 года присуждается Награда Яна Новака-Езёраньского.
30 сентября 2017 года в России вступил в силу запрет на книгу Яна Новак-Езёраньского «Восточные размышления» (сборник статей и интервью 1991—2003), которая ранее была признана экстремистской. Издание было осуществлено издательским домом «Когита» по договору с Польским институтом в Санкт-Петербурге как мемориальное, тиражом 500 экземпляров.

## Избранная библиография
- Polska droga ku wolnosci, 1952—1973, London, 1974. ISBN 0-901342-19-X
- Courier from Warsaw (Kurier z Warszawy, published in London 1978, Polish underground edition 1981, official edition in 1989, published in English in 1982 by Wayne State University Press) ISBN 0-8143-1725-1
- Ideological competition in United States' strategy, Polish American Congress, 1980.
- Polska została sobą, 1980. ISBN 0-902352-16-4
- Wojna w eterze (War on the Radio, memoirs 1948—1956), 1986. ISBN 0-903705-53-2
- Kryptonim «Odra» (Code-name Odra), Warsaw, 1986. ISBN 83-11-07358-9
- Polska z oddali. Wspomnienia 1956—1976 (Poland from the distance), 1988
- Poland and Germany (Occasional paper / East European Studies), Woodrow Wilson International Center for Scholars, 1991.
- Z dziejów Armii Krajowej w inspektoracie Płocko-Sierpeckim, Płock, 1992. ISBN 83-900609-0-6
- W poszukiwaniu nadziei (In Search for Hope), 1993
- Rozmowy o Polsce, Warsaw, 1995. ISBN 83-07-02466-8
- Polska wczoraj, dzis i jutro (Poland today, tomorrow and the day after), Warsaw, 1999. ISBN 83-07-02680-6
- Listy 1952—1998 (Letters 1952—1998), Wrocław, 2001. ISBN 83-7095-052-3
- Poland’s Road to NATO, Towarzystwo Przyjaciół Ossolineum, Wrocław 2006, ISBN 83-7095-079-5

## Награды
- Памятный знак за личный вклад в развитие трансатлантических отношений Литвы и по случаю приглашения Литовской Республики в НАТО (12 февраля 2003 года, Литва)[7].